# Římskokatolická farnost Bukovník
Římskokatolická farnost Bukovník je územním společenstvím římských katolíků v rámci sušicko-nepomuckého vikariátu českobudějovické diecéze.

## O farnosti

### Historie
Ves Bukovník se poprvé připomíná k roku 1251, místní plebánie k roku 1260. V pozdější době místní duchovní správa zanikla, samostatná farnost byla obnovena až v roce 1703. Tehdy byla také vybudována nová fara s rozsáhlým hospodářstvím (dnes v soukromých rukou). Ke kostelu byla roku 1620 přistavěna boční kaple a dále upravován byl na konci 17. století. V letech 1989–1990 farnost v Bukovníku spravoval jako administrátor ex currendo pozdější pražský arcibiskup, kardinál Miloslav Vlk.

### Současnost
Farnost Bukovník je součástí kollatury farnosti Strašín, odkud je vykonávána její duchovní správa.
| Kostel             | Místo    | Bohoslužba             | Bohoslužba             | Poznámka     |
| ------------------ | -------- | ---------------------- | ---------------------- | ------------ |
| Kaple              | Bílenice | neslouží se pravidelně | neslouží se pravidelně | obecní kaple |
| Kostel sv. Václava | Bukovník | neděle                 | 8.00                   | farní kostel |
| Kaple              | Mačice   | neslouží se pravidelně | neslouží se pravidelně | obecní kaple |
| Kaple Panny Marie  | Soběšice | pátek                  | 15.30                  | obecní kaple |